# STS-78
STS-78 e седемдесет и осмата мисия на НАСА по програмата Спейс шатъл и двадесети полет на совалката Колумбия.

## Екипаж

### Основен
| Пост                           | Астронавт                                   |
| ------------------------------ | ------------------------------------------- |
| Командир                       | Терънс Хенрикс четвърти космически полет    |
| Пилот                          | Кевин Крегел втори космически полет         |
| Специалист на мисията 1        | Сюзан Хелмс трети космически полет          |
| Специалист на мисията 2        | Ричард Линехан първи космически полет       |
| Специалист на мисията 3        | Чарлс Брейди първи космически полет         |
| Специалист по полезния товар 1 | Жан-Жак Фавие (CNES) първи космически полет |
| Специалист по полезния товар 2 | Робърт Тирск (CSА) първи космически полет   |

- Броят на полетите е преди и включително тази мисия.

### Дублиращ
| Пост                           | Астронавт         |
| ------------------------------ | ----------------- |
| Специалист по полезния товар 1 | Педро Дуке (ЕКА)  |
| Специалист по полезния товар 2 | Лука Урбани (ASI) |

## Полетът
Това е осмият полет с т. нар. система за удължаване на полета (Extended Duration Orbiter (EDO)). Последната позволява удължаване на автономния полет на совалките до около 16 денонощия.
Основните задачи на мисията са изследвания на ефектите на безтегловността при продължителни космически полети върху човешката физиология и подготовка за полети на Международната космическа станция. Извършени са 22 експеримента в областта на биологията и „микрогравитационни“ експерименти с помощта на модула Life & Microgravity (LM2) на Спейслаб.
13 от експериментите са посветени на изучаването на ефектите на микрогравитацията върху човешкото тяло, а други 6 изследват поведението на течности и метали в почти безтегловна среда и производство на метални сплави и протеинови кристали. Екипажът за първи път прави цялостно проучване на съня в условията на безтегловност, изследвания в областта на загубата на костна и мускулна загуба в космоса.
Мисията също прави тест на процедурите за „повдигане“ височината на орбитата на телескопа Хъбъл, без да се увредят слънчевите му панели. Тези процедури се използват за втората мисия по обслужване на космическия телескоп от совалката Дискавъри, мисия STS-82 и няколко пъти за „повдигане“ орбитата на МКС по време на посещенията на совалки.

## Параметри на мисията
- Маса:
  - Маса на полезния товар: 9649 кг
- Перигей: 246 км
- Апогей: 261 км
- Инклинация: 39,0°
- Орбитален период: 90.0 мин